# Clot (Castell de l'Areny)
Clot és un mas al terme municipal de Castell de l'Areny (Berguedà) catalogat a l'Inventari del Patrimoni Arquitectònic de Catalunya. La Clota és una masia construïda al s. XVII, en una zona rica en pastures als dominis jurisdiccionals de la baronia Alta de la Portella, explotades també pels senyors de Palmerola i els pagesos del terme de castell de l'Areny i Borredà.
Masia de planta rectangular estructurada en planta baixa i tres pisos superiors. Està coberta a dues aigües amb el carener paral·lel a la façana, orientada a llevant. Els murs són fets amb carreus de pedra de diverses mides, sense treballar units amb molt de morter. La coberta és a dues aigües d'embigat de fusta i teula àrab. Les obertures són allindanades, de petites dimensions i disposades de forma aleatòria a les façanes. La porta d'entrada és un arc de mig punt rebaixat. Hi ha construccions annexes, corts i pallisses, situades entorn de la casa, tancant així l'era.